# パレットナイフ

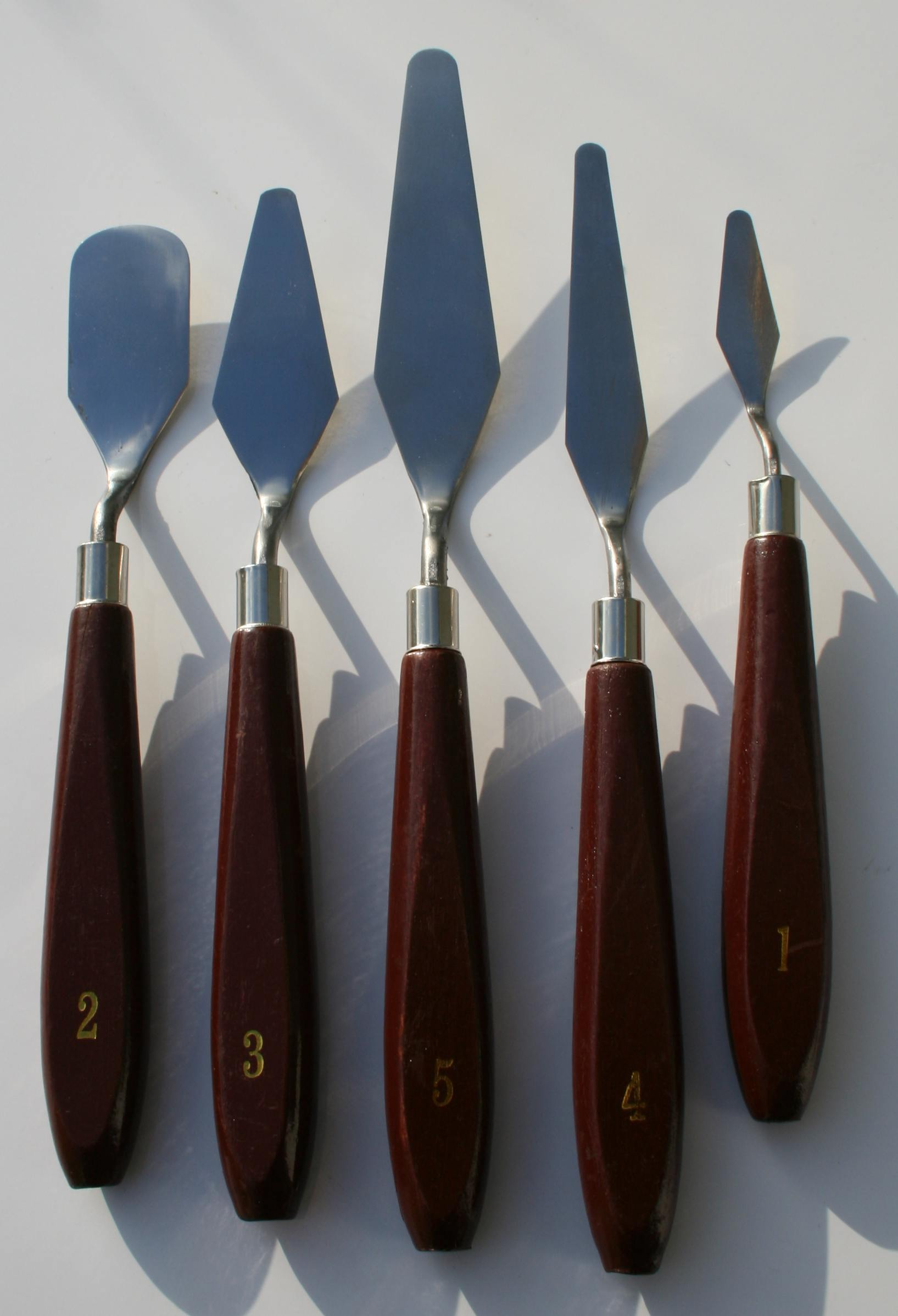
刃の形状が異なる様々なコテ型のパレットナイフ。

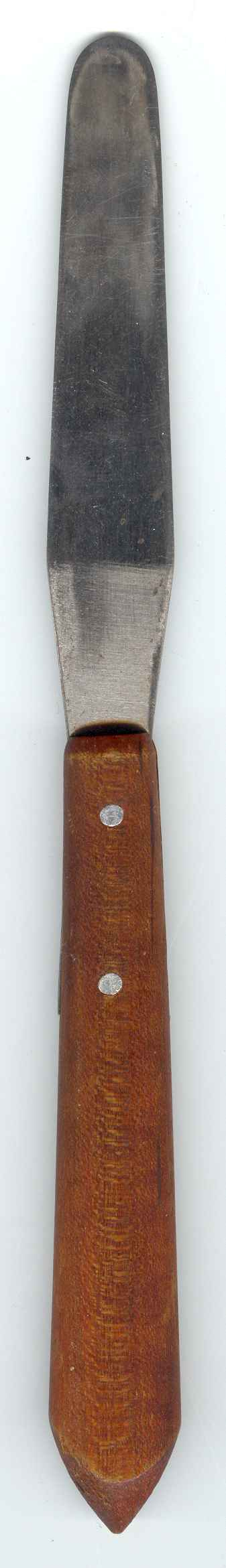
柄と刃が一直線のパレットナイフ。

パレットナイフ（英語: palette knife、フランス語: couteau à palette）は、柔軟な鋼のブレードをもった刃の鈍い道具。おもに、絵具をキャンバスに塗ったり、絵具の色を混ぜたり、絵具の塗られたキャンバスにテクスチャーを加えたり、マーブリングや見返しなどを貼り付けたりするために用いられる。また、絵具などを容器から取り出す際や、いったん塗られた絵具の削ぎ落としにも用いられる。
「パレット (palette)」の名は、画家が油絵具やアクリル絵具を混ぜるのに用いるパレットに由来している。
柄と刃が一直線になっている形状のもののほか、コテ型と称される形状のものがある。
もともと歴史的には、木製の板などが用いられていたが、象牙や鉄製のものが現れ、やがて今日のように耐久性に優れた鋼製のものに変化したとされている。

## 調理用具のパレットナイフ
調理用具としてのパレットナイフは、クリームやチョコレートを用いたケーキのデコレーションに使用されるほか、菓子作りの様々な局面で使われる。